# Плешань
Плешань, Плешані (рум. Pleșani) — село у повіті Ботошані в Румунії. Входить до складу комуни Келераші.
Село розташоване на відстані 362 км на північ від Бухареста, 49 км на схід від Ботошань, 53 км на північний захід від Ясс.

## Населення
За даними перепису населення 2002 року у селі проживали 694 особи, з них 693 особи (99,9%) румунів. Рідною мовою 693 особи (99,9%) назвали румунську.